# Polyrhachis lugens
Polyrhachis lugens är en myrart som beskrevs av Mayr 1867. Polyrhachis lugens ingår i släktet Polyrhachis och familjen myror. Inga underarter finns listade i Catalogue of Life.